# Robert Henri
Pour les articles homonymes, voir Henri.
Pour l’article ayant un titre homophone, voir Robert Henry.

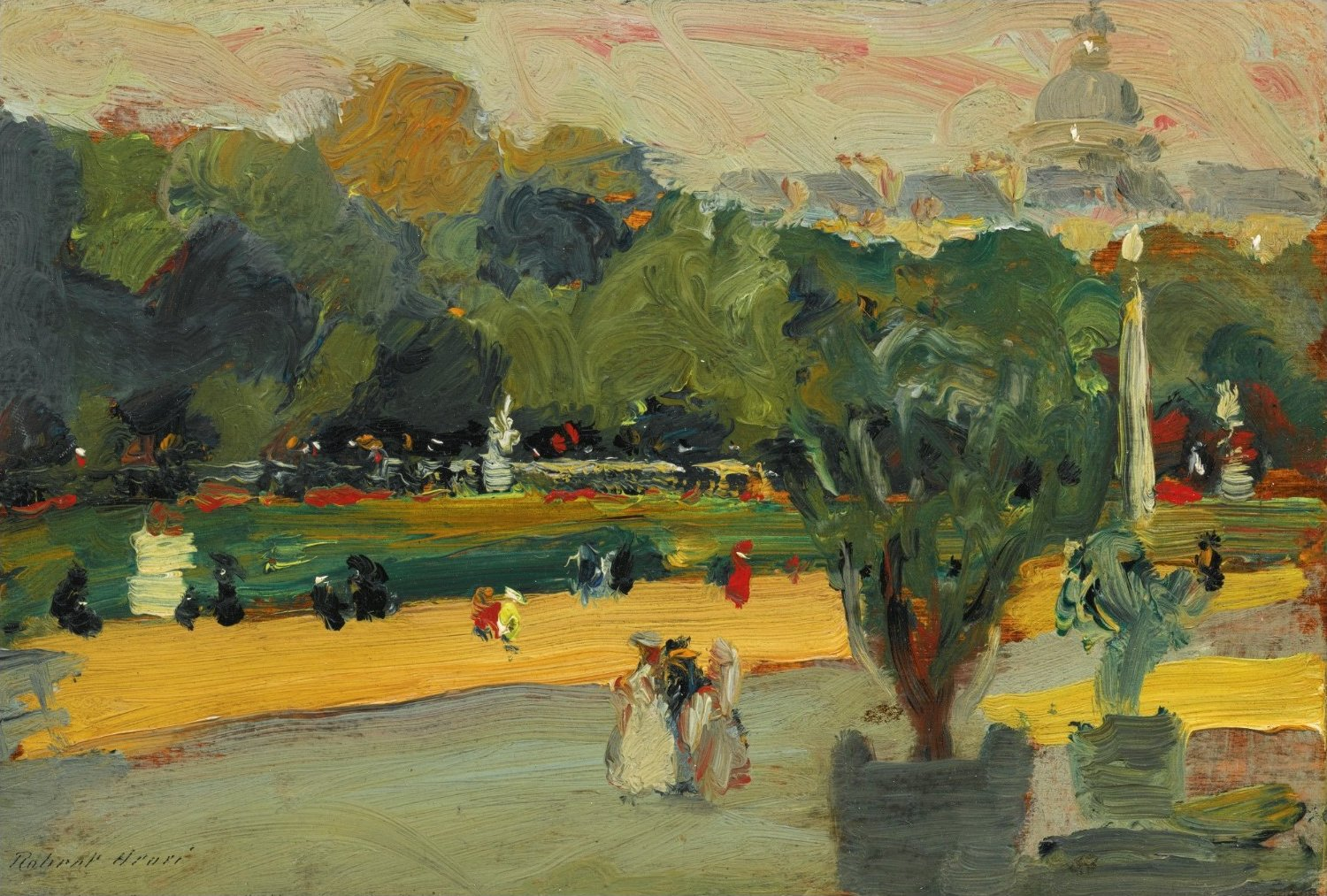
Au jardin du Luxembourg, 1898, huile sur toile,, œuvre peinte durant le séjour de l'artiste à Paris, collection particulière.

Robert Henri, Neige à New York, 1902, huile sur toile, ,National Gallery of Art, Washington.

Robert Henri, né à Cincinnati le 25 juin 1865 et mort le 12 juillet 1929, est un peintre et professeur américain, membre de l'informelle « Ash Can School », et figure majeure du réalisme américain.

## Biographie
En 1871, son père fonda la ville de Cozaddale. En 1873, sa famille s'installa dans le Nebraska, où elle fonda la ville de Cozad. Après avoir passé un temps à Denver dans le Colorado, elle s'installa à New York en 1883.
En 1886, Henri entra dans la Pennsylvania Academy of the Fine Arts à Philadelphie, où il étudia sous la direction de Thomas Anshutz. En 1888, il séjourna à Paris et fréquenta l'Académie Julian, où il eut pour professeurs William Bouguereau et Tony Robert-Fleury. Il s'intéressa à l'impressionnisme et fut admis à l'École des beaux-arts. Pendant cette période, il visita aussi la Grande-Bretagne et l'Italie.
En 1891, il retourna à Philadelphie et étudia avec Robert Vonnoh. L'année suivante, il commença à enseigner à la Philadelphia School of Design for Women. Il rencontra plusieurs illustrateurs de presse parmi lesquels William James Glackens, George Luks, Everett Shinn et John French Sloan. Dans les années qui suivirent, il partagea son temps entre Philadelphie et Paris, où il rencontra l'artiste canadien James Wilson Morrice. Il épousa Linda Craige en 1898. Il fut engagé comme enseignant à la New York School of Art en 1902, et eut pour étudiants Edward Hopper, Rockwell Kent, George Bellows, Norman Raeben et Stuart Davis.
En mars-avril 1903, il participe à l'« Exhibition of Paintings Mainly by New Men » où parmi vingt artistes, il expose avec Jerome Myers et John French Sloan pour la première fois. En 1908, Henri fait partie des huit peintres exposés à la Macbeth Gallery dans le cadre d'un événement intitulé « The Eight ». Lui et plusieurs de ses membres collaborèrent au magazine progressiste The Masses.
En 1908, après la mort de son épouse, il se marie avec une de ses élèves Marjorie Organ, de vingt ans sa cadette.
En 1910, Henri avec Sloan et Walt Kuhn, organisent la première exposition sans jury ni prix d'Amérique, la « Exhibition of Independent Artists ». En 1912, il rejoint l’Association of American Painters and Sculptors et collabore avec Myers au montage de l'« Armory Show » (février 1913).
En 1911, il assista à une conférence de la célèbre anarchiste Emma Goldman qui lui fit une si vive impression qu'il se rendit par la suite à toutes celles qu'elle fit cette année-là. C'est elle qui lui proposa de créer au centre Ferrer de New York où une école des beaux-arts, la Modern School avait été ouverte sur le modèle de la Escuela moderna de Francisco Ferrer. Il y enseigna deux soirs par semaine jusqu'en 1918 en alternance avec George Bellows. Par ces cours, où régnait une certaine liberté, passèrent certaines personnalités qui acquirent par la suite une certaine notoriété telles que Man Ray, Paul Rohland, Niles Spencer, ainsi que Léon Trotski qui y étudia la peinture durant son exil à New York en 1917.
Il meurt d'un cancer en 1929. Marjorie Organ meurt elle aussi d'un cancer l'année suivante.
Son essai, The Art Spirit, fut une grande source d'inspiration pour le jeune, et futur cinéaste, David Lynch, entre autres.

## Œuvre
- La Neige, 1899, huile sur toile, 100 × 80 cm, Musée d'Orsay, Paris[6]

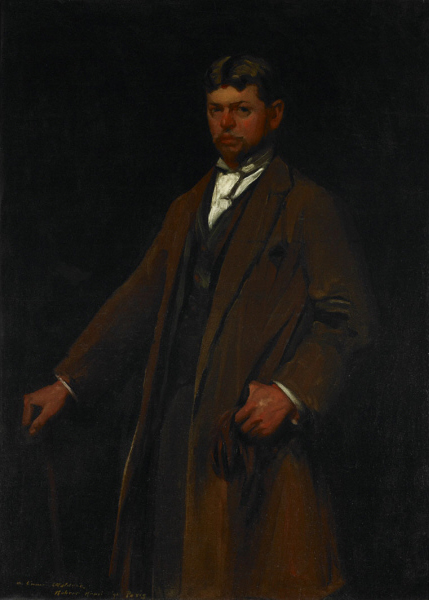
Portrait of Carl Gustav Waldeck, 1896, Saint Louis Art Museum
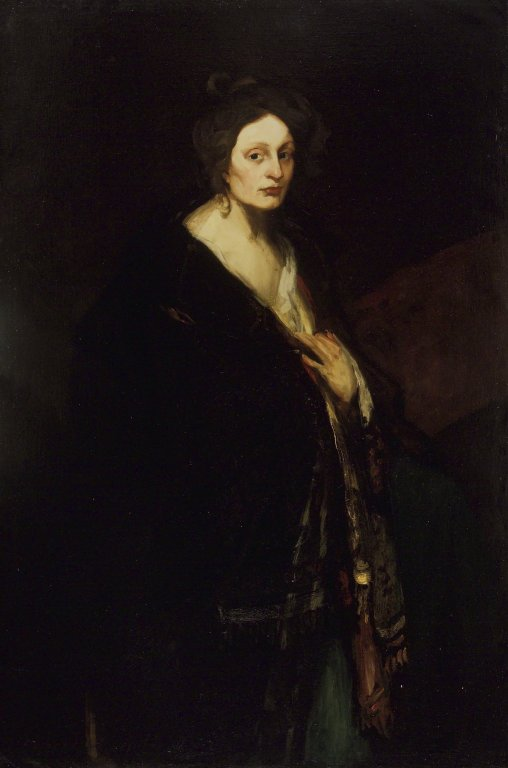
Woman in Manteau, 1898, Brooklyn Museum
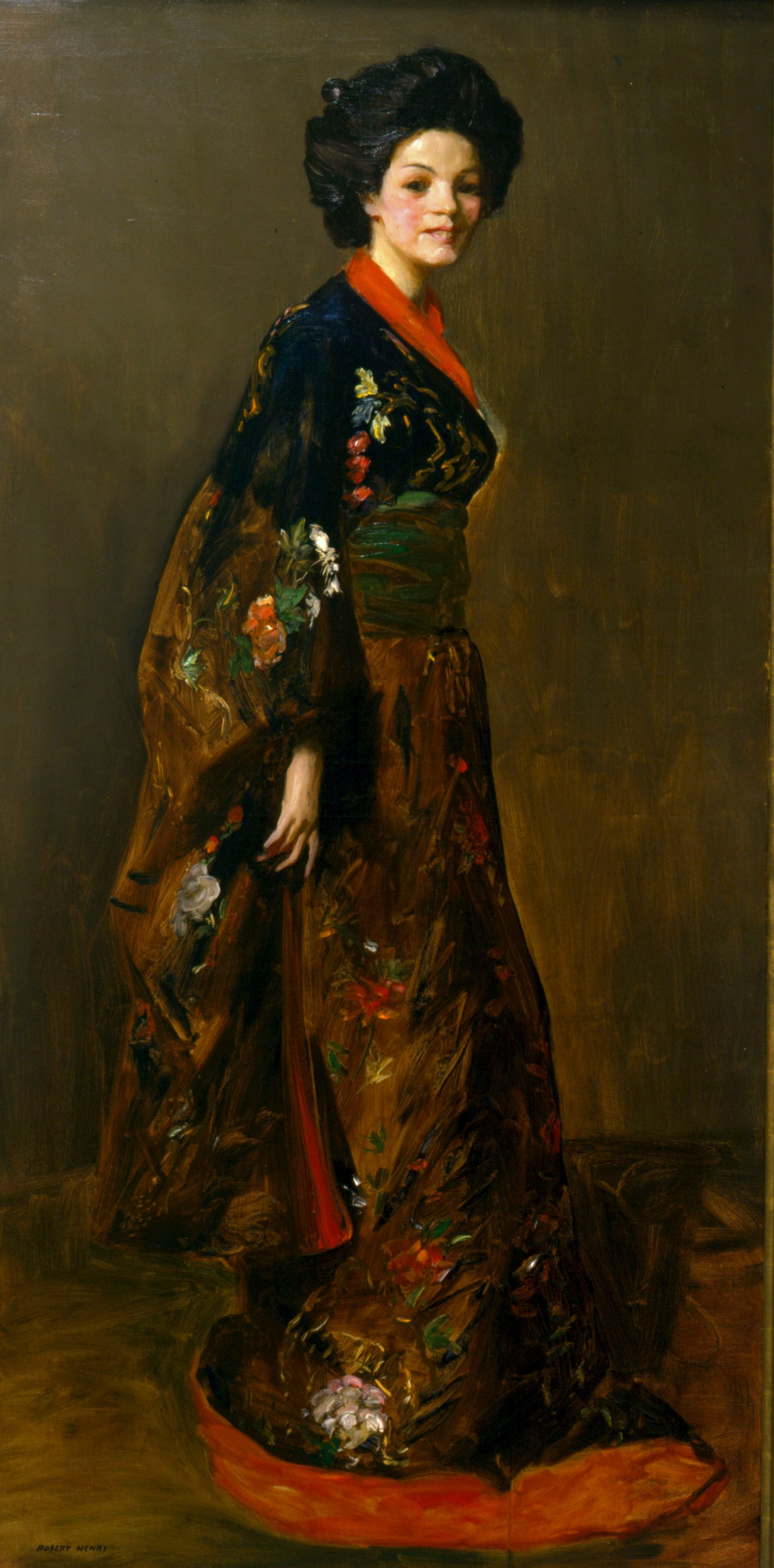
The Blue Kimono, 1909, New Orleans Museum of Art
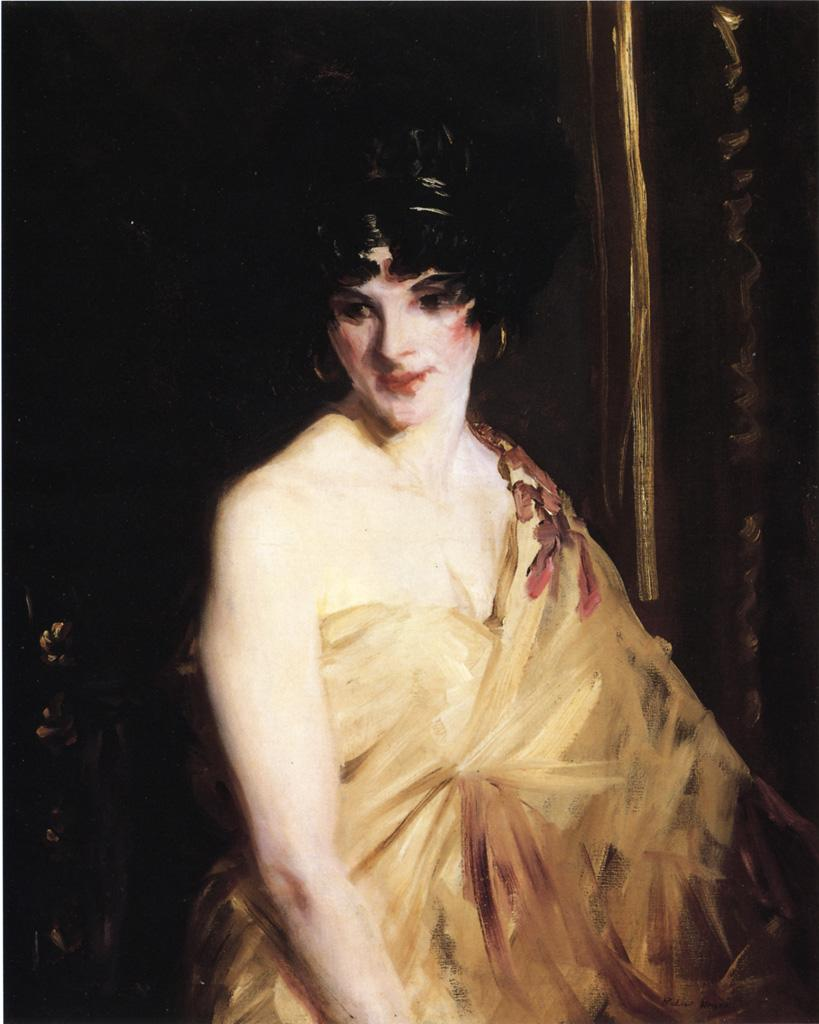
The Dancer, 1910
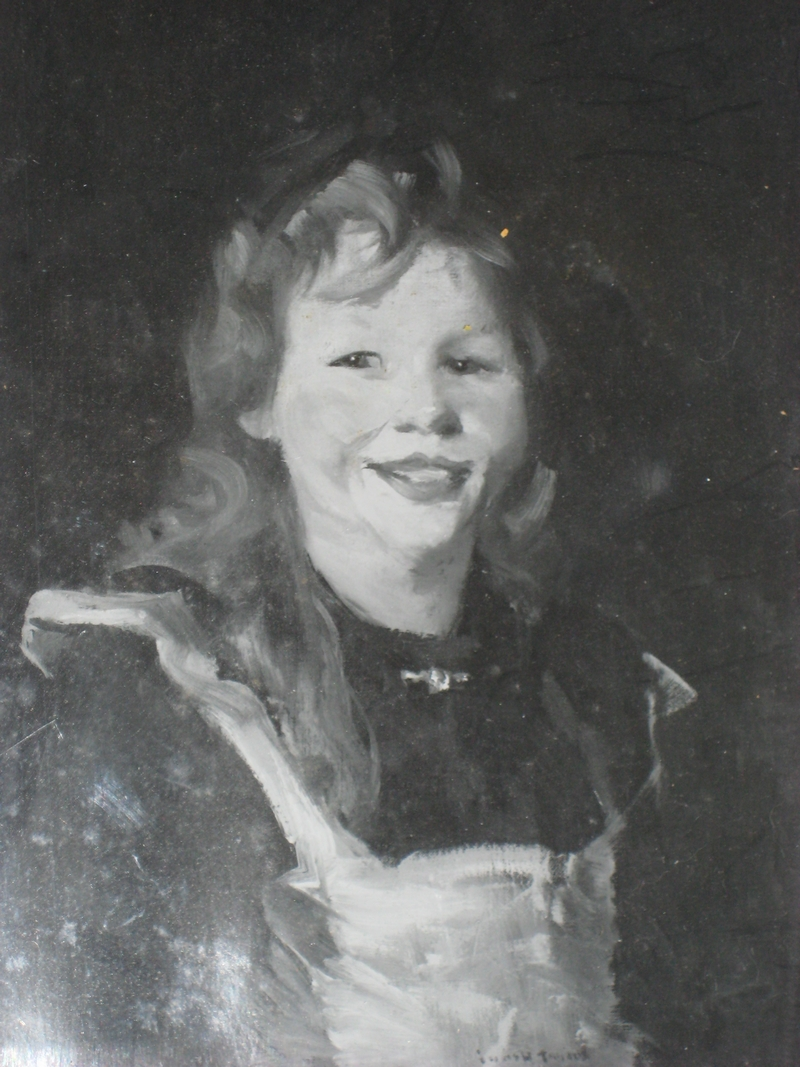
Dutch Girl, 1910 (photograph from 1910)
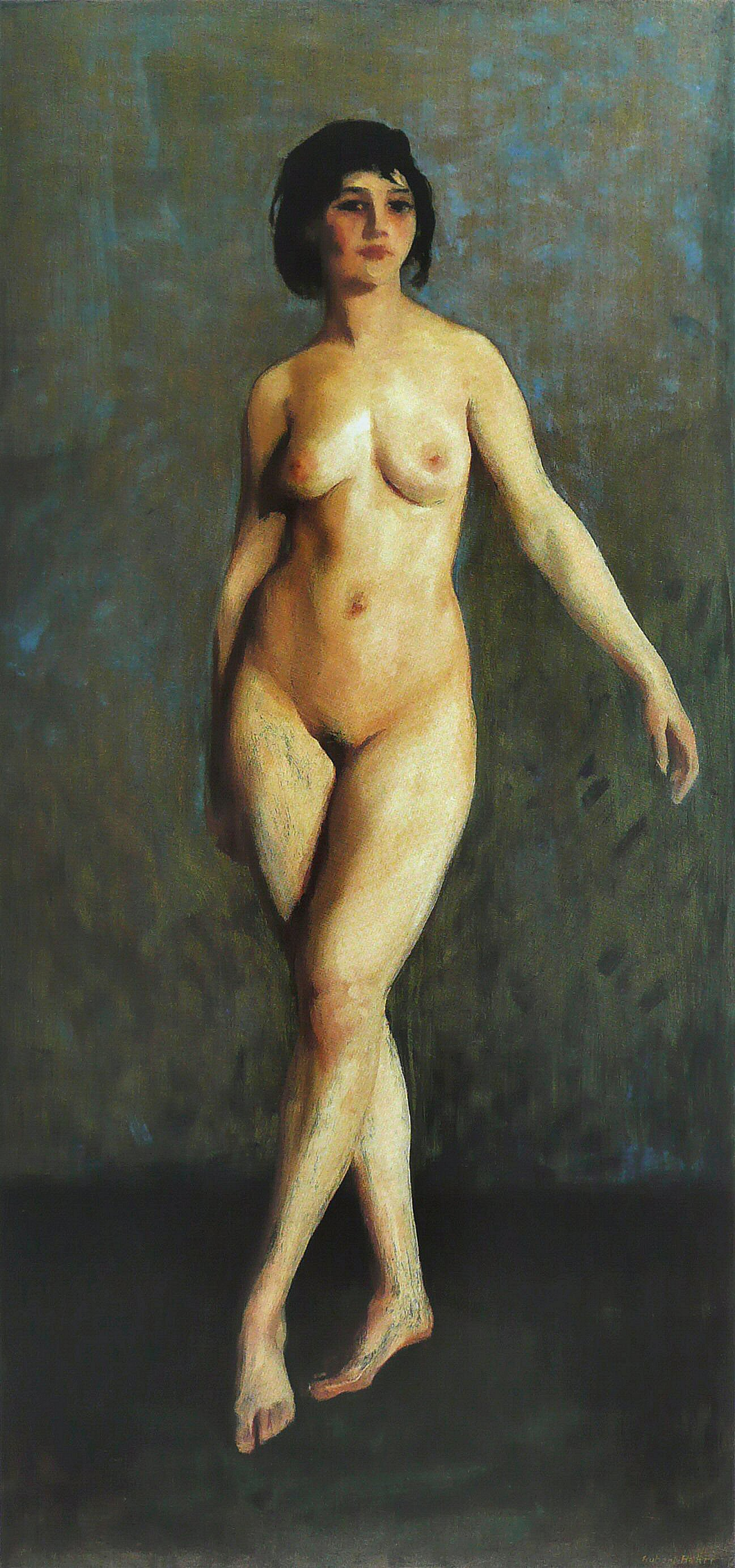
Figure in Motion, 1913
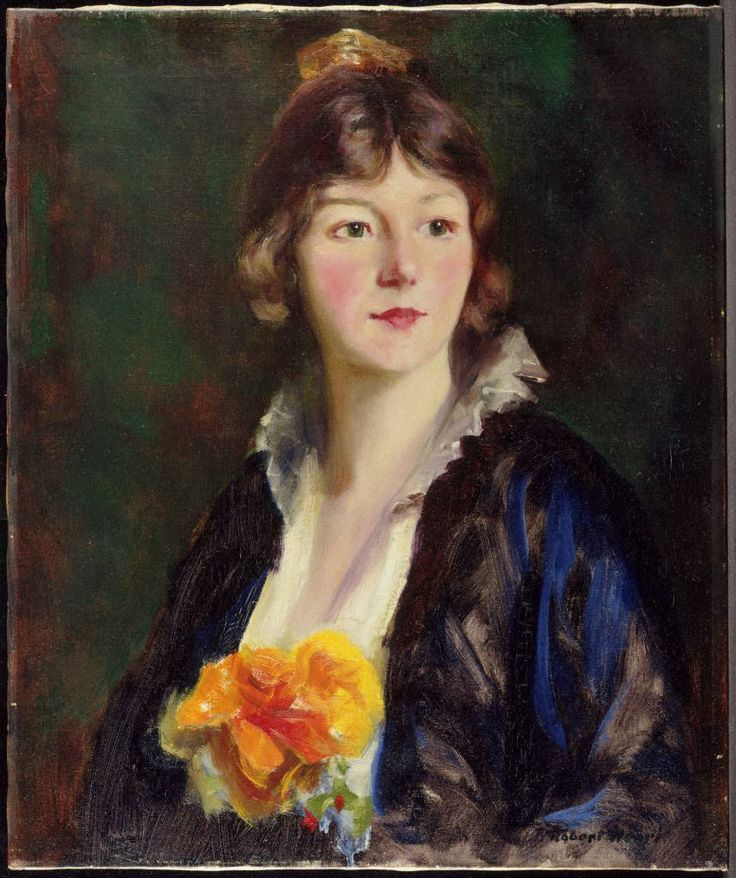
Mildred Clarke von Kienbusch, 1914, Princeton University Art Museum
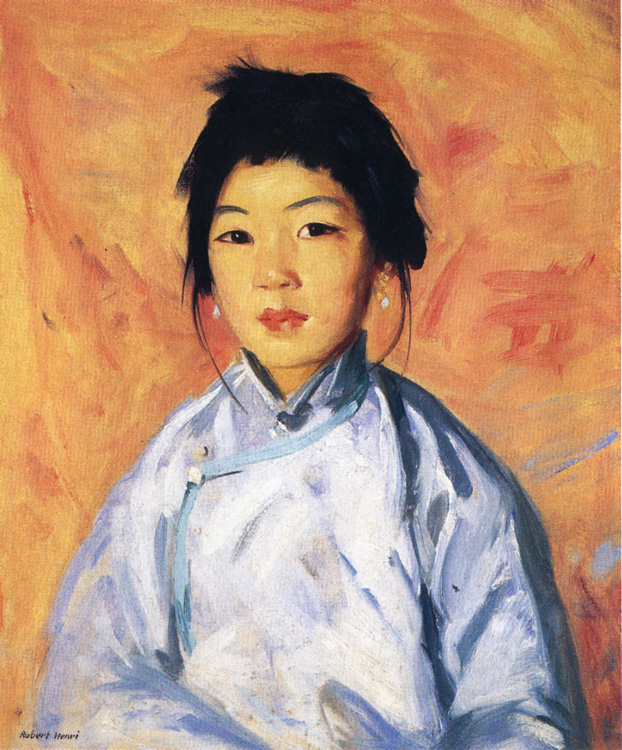
Tam Gan, 1914, Albright-Knox Art Gallery
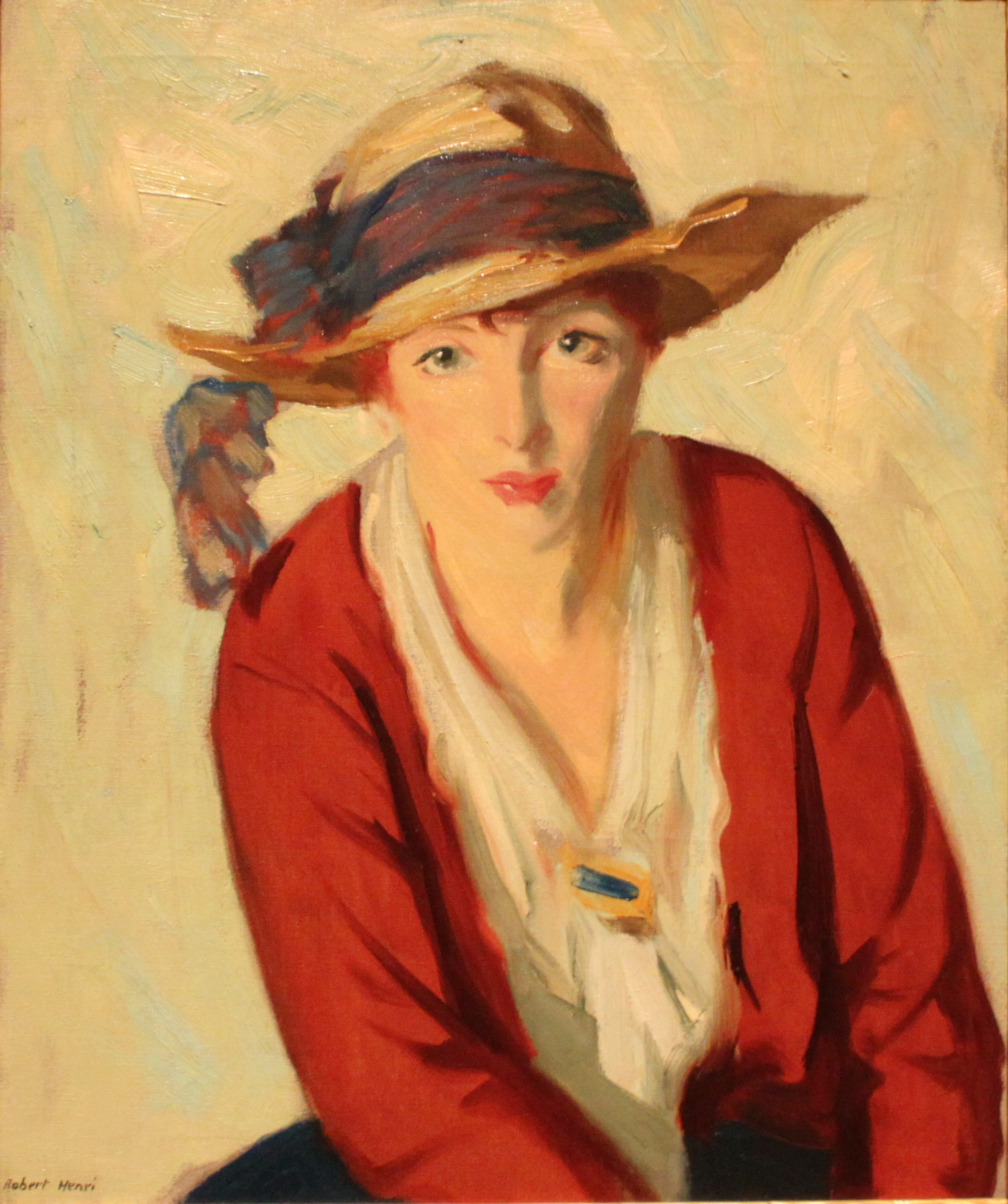
The Beach Hat, 1914, oil on canvas, The Detroit Institute of Arts
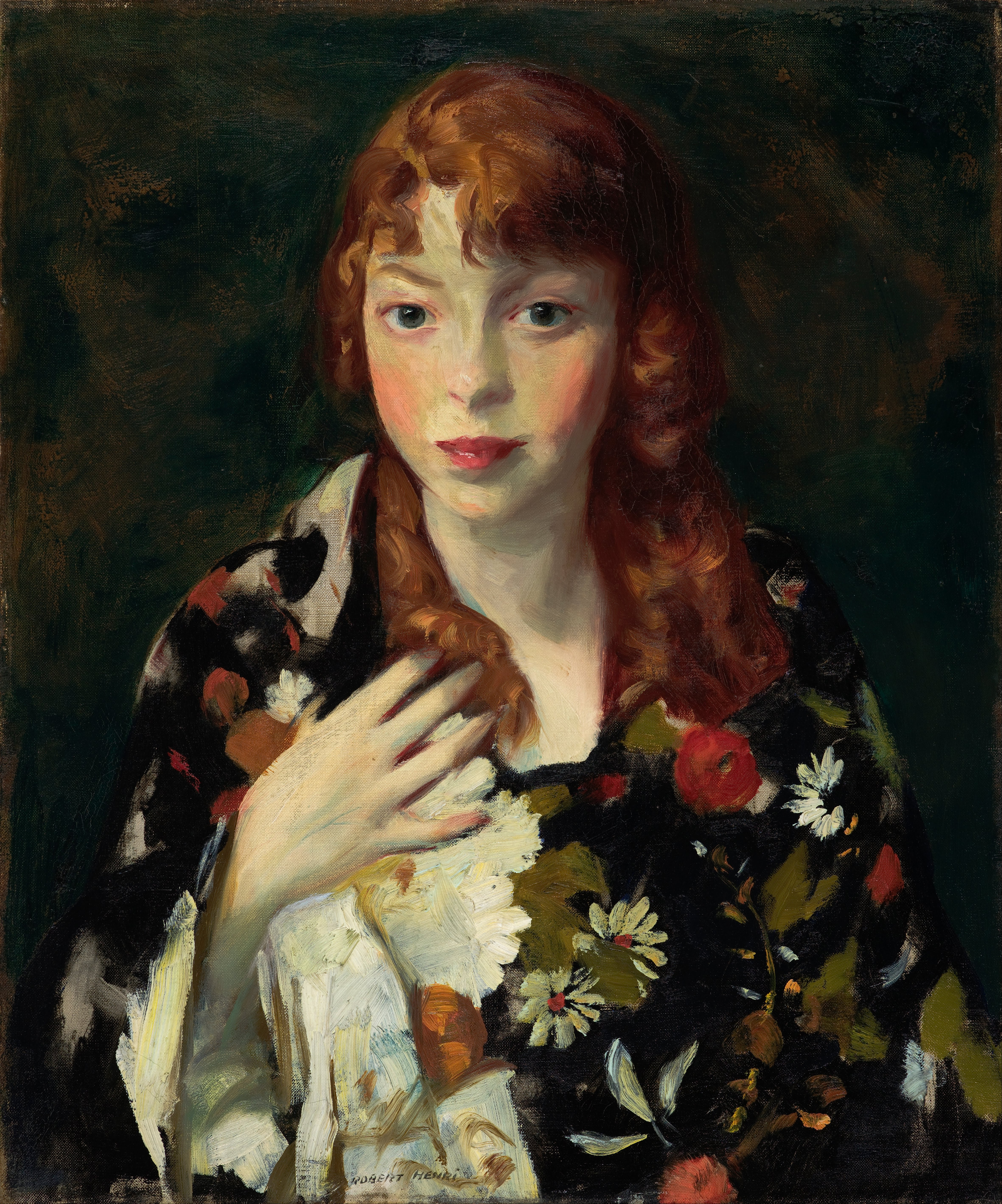
"Edna Smith in a Japanese Wrap", 1915, Indianapolis Museum of Art
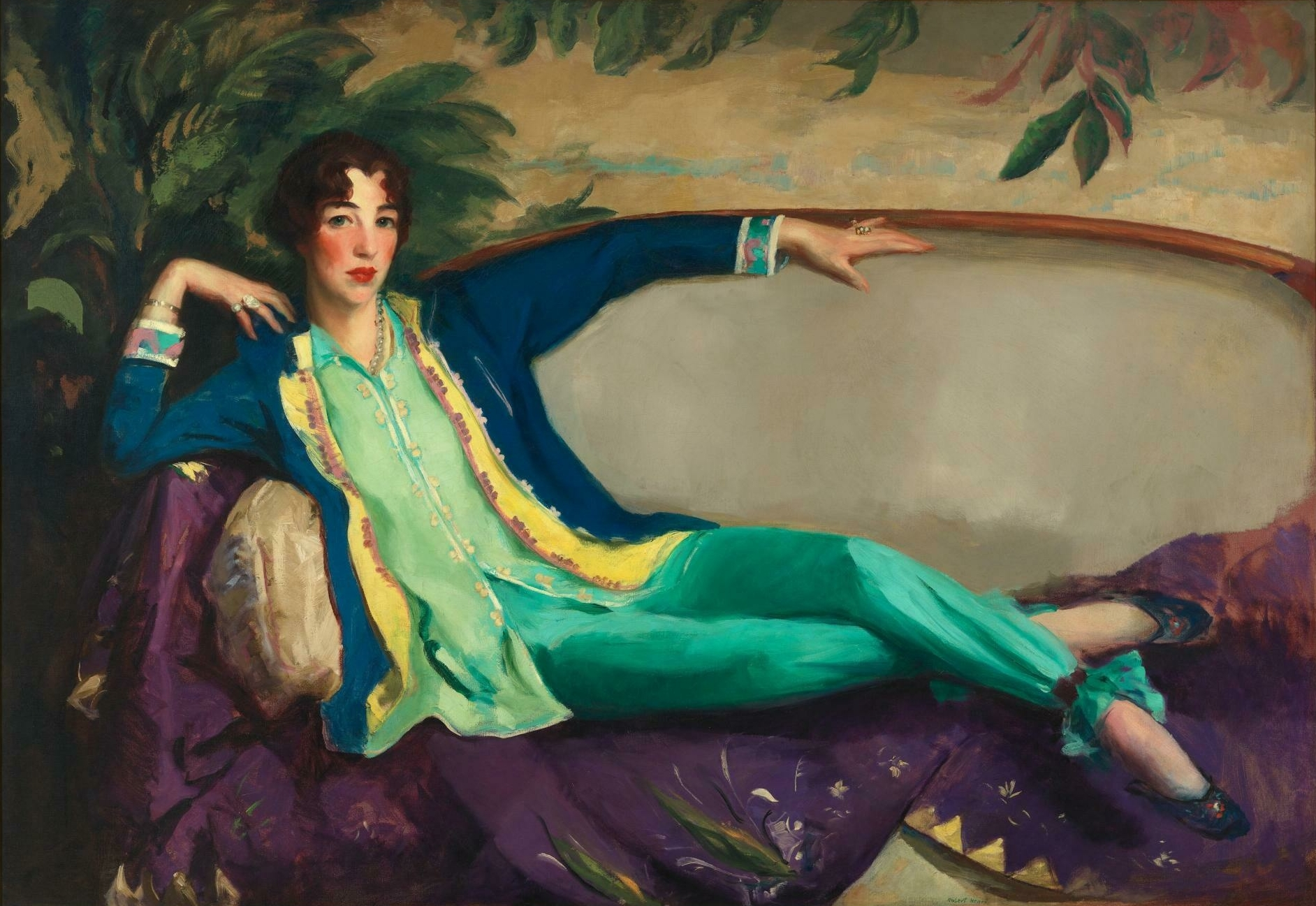
Gertrude Vanderbilt Whitney, 1916, Whitney Museum of American Art
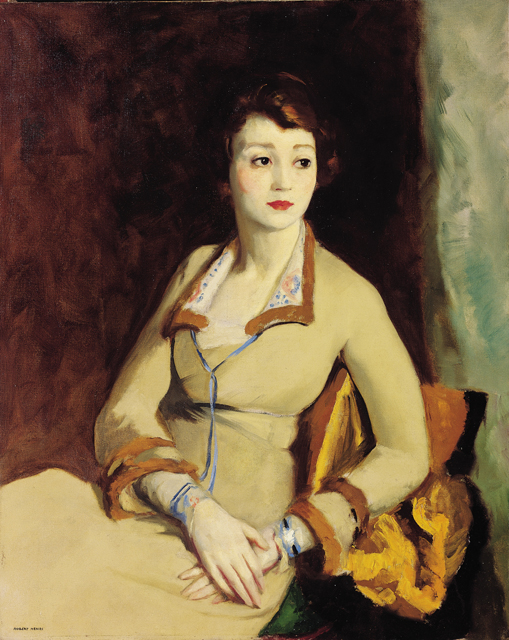
Portrait of Fay Bainter, 1918
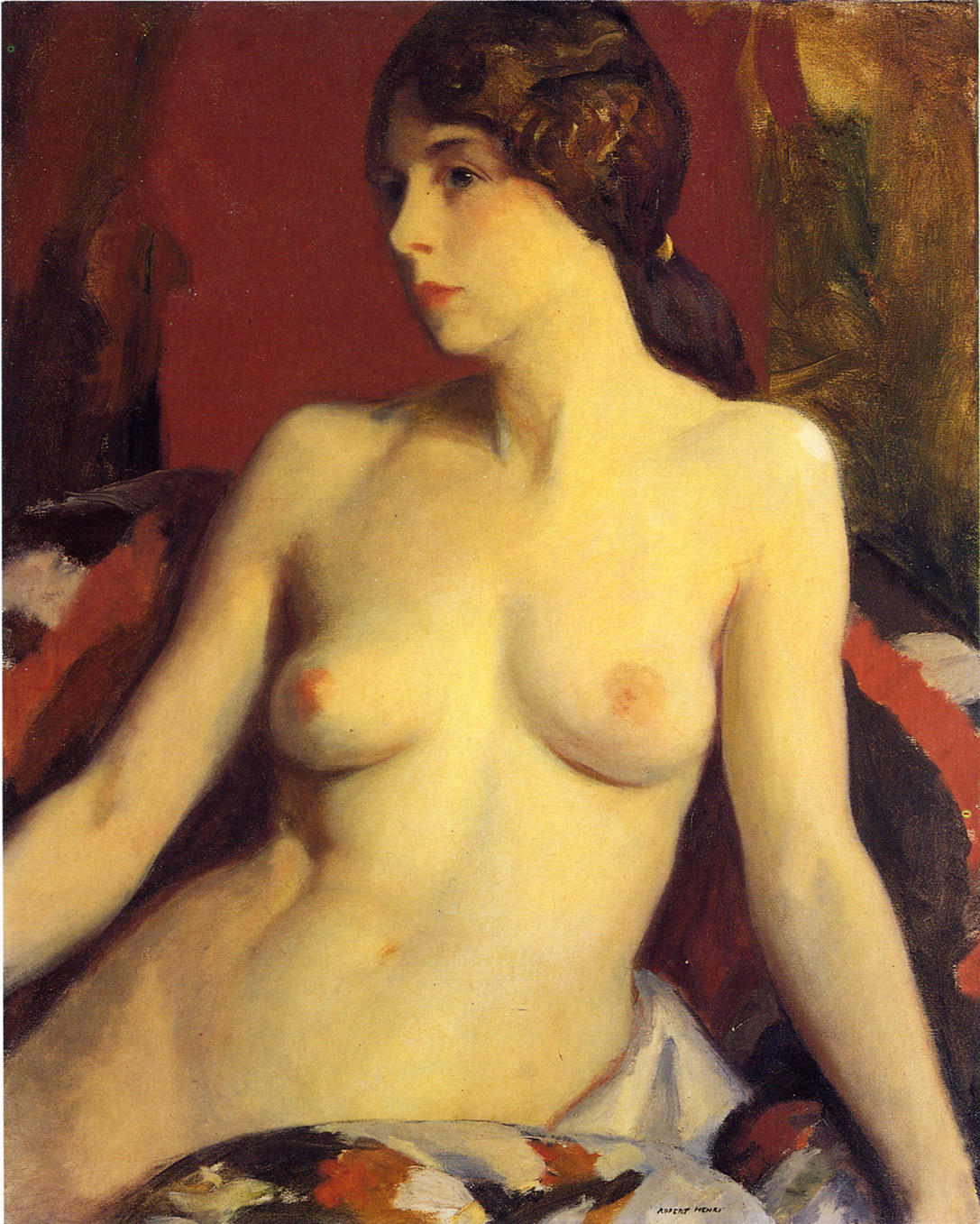
Mata Moana, 1920